# Xã Roberts, Quận Marshall, Illinois
Xã Roberts (tiếng Anh: Roberts Township) là một xã thuộc quận Marshall, tiểu bang Illinois, Hoa Kỳ. Năm 2010, dân số của xã này là 925 người.